# ماسایا یوشیدا
ماسایا یوشیدا (ژاپنی: 吉田 将也؛ زادهٔ ۱۰ اکتبر ۱۹۹۶) یک بازیکن فوتبال اهل ژاپن است.
از باشگاه‌هایی که در آن بازی کرده‌است می‌توان به باشگاه فوتبال تسپاکوستاسو گونما، باشگاه فوتبال ماتسوموتو یاماگا و باشگاه فوتبال توچیگی اشاره کرد.